# Tangara dowii
Tangara dowii là một loài chim trong họ Thraupidae.